# Banchetto

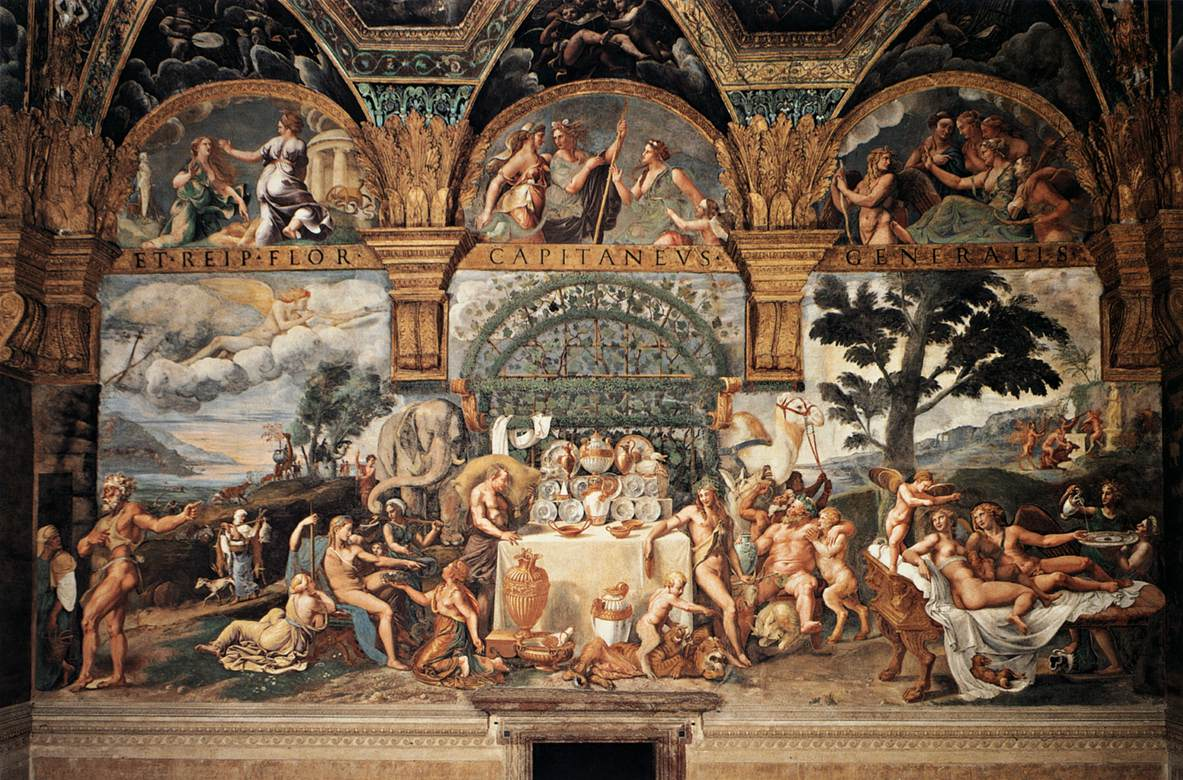
Banchetto degli Dei per le nozze di Cupido e Psiche da Giulio Romano.

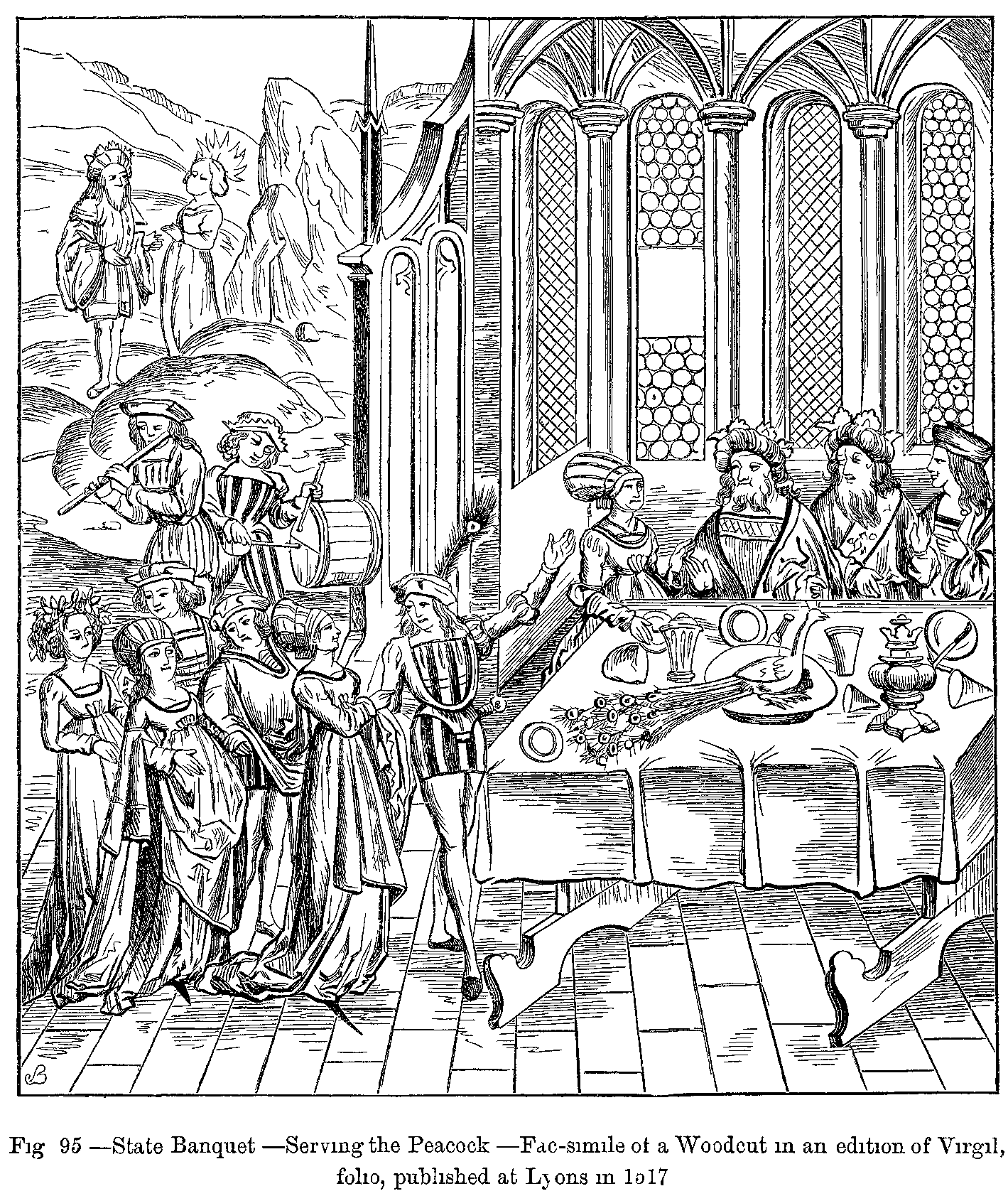
Scena di banchetto da una stampa cinquecentesca

Il banchetto è un pasto collettivo contrassegnato da un carattere di ritualità.
Il pasto costituiva spesso, già in origine, un atto dotato di valenza rituale e religiosa: conservavano tale carattere non solo i banchetti rituali delle divinità, dei morti, delle cerimonie pubbliche, ma anche i pranzi privati cui assistevano, gli dei onnipresenti.

## Il banchetto nell'antica Grecia
Nell'antica Grecia, a significato comunitario del banchetto si associavano quelli dell'ospitalità (ξενία) e del dono.

### Banchetto e alimentazione
Ma il banchetto, com'è da intendersi in questa sede, non nella sua comune valenza, ma nella sua portata sociale e comunitaria, era cosa ben diversa, più ricco e abbondante. Il significato rituale e sociale attribuitogli evita ogni confusione con una mera pratica alimentare.

### Banchetto e socialità
Già nella società omerica, la mensa del banchetto era il centro dell'istituzione sociale;
nella Grecia classica, i banchetti pubblici riunivano i cittadini attorno a interessi comuni e favorivano la gestione democratica degli affari;
nella società spartana era obbligatoria, in base alla codificazione di Licurgo, la partecipazione degli uomini a pasti comuni (sissizie).
Dalla socialità conviviale (oltre che da quella simposiaca) erano comunque escluse le donne e i bambini, essendovi ammesse solo le etere che godevano di un particolare status.
I banchetti tra amici avevano per i greci grande importanza; potevano essere offerti da uno di loro oppure indetti dai componenti di un tiaso che ne condividevano le spese. Spesso i convitati portavano con sé un canestro di vimini contenente dei cibi pronti, lo spyris che, in tante pitture vascolari, fa bella mostra di sé, appeso al muro, insieme al nodoso bastone da passeggio e al sybène, l'astuccio per aulòs. Questi banchetti erano perciò detti apò spyrìdos, cioè alla cesta, un'espressione che oggi possiamo tradurre con al sacco.
Una volta riuniti a casa dell'ospite, i convitati si toglievano i sandali, si facevano lavare i piedi dagli schiavi e, dopo essersi posti sul capo corone di fiori o di foglie, si disponevano a due a due sui letti collocati attorno alle rispettive mense.
Il banchetto si componeva di due parti: la prima (detta pròtai tràpezai cioè prime tavole), coincideva all'incirca col tramonto ed era il pasto vero e proprio, all'inizio del quale si faceva passare tra i convitati, che vi bevevano a turno, una coppa di vino.
Il banchetto si teneva nell'arco di tempo in cui solitamente si consumava il pasto principale della giornata (gr. deípnon; lat. coena), tra il pomeriggio e il tramonto del sole.

### Il simposio
Terminato il pasto, si levavano le mense e si puliva il pavimento; quindi si versavano le libagioni e si intonava un inno: aveva così inizio la seconda parte del banchetto (déuterai tràpezai, seconde tavole), il simposio vero e proprio (sympósion).
Tra i partecipanti veniva eletto o sorteggiato un simposiarca che ne regolamentava lo svolgimento successivo. Nel corso del simposio dedicato al piacere del bere, si giocava al cottabo, si conversava o si intonavano canti; intervenivano danzatrici, mimi e suonatori di aulos.

## Il banchetto etrusco

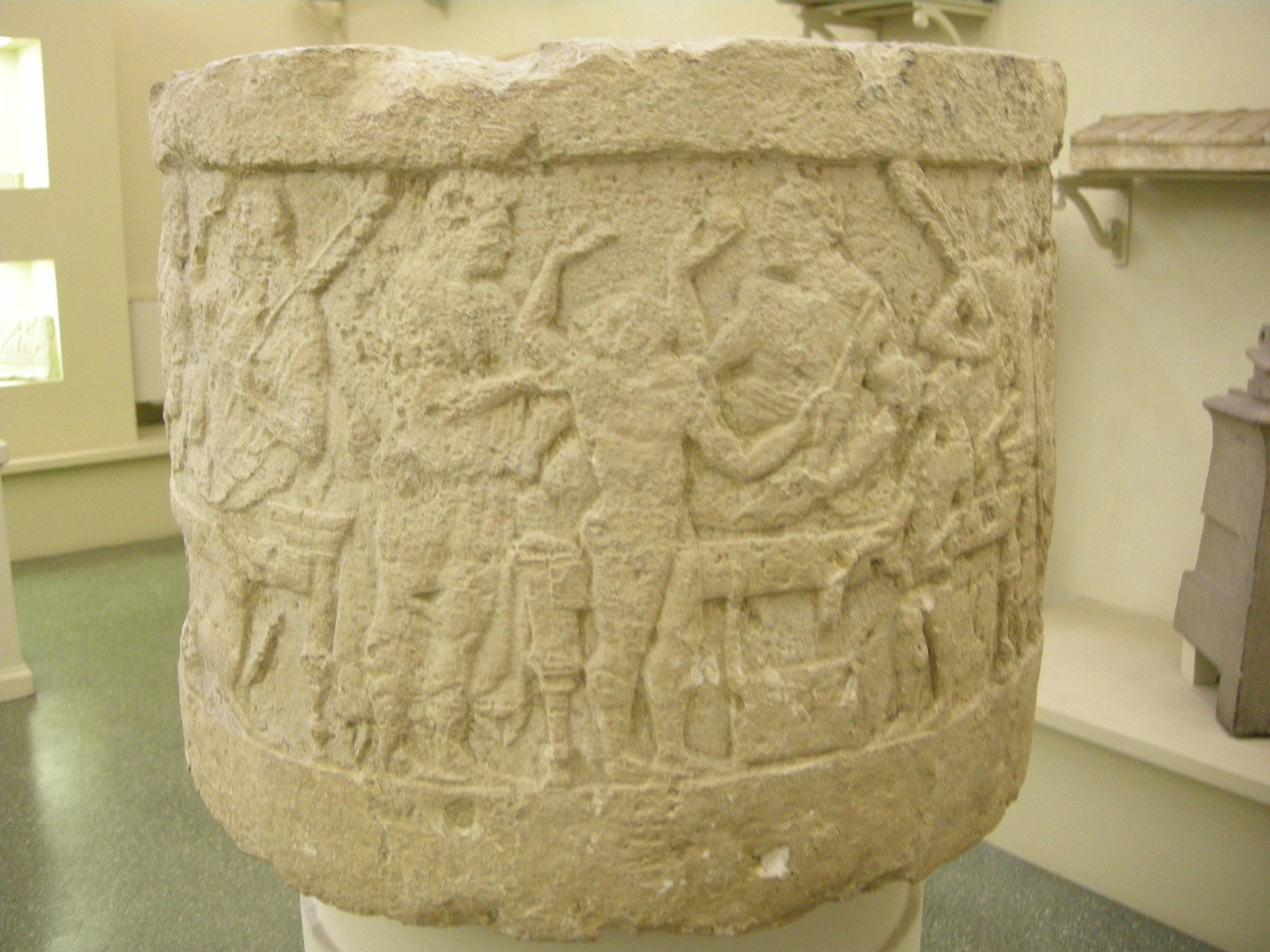
Cippo cilindrico da Chiusi con scena di banchetto, V sec. a.C

Gli autori antichi (Diodoro Siculo, Aristotele, Teopompo), fanno riferimento al banchetto etrusco.
Diodoro Siculo (probabilmente derivante da Posidonio di Apanea) riferisce che “(gli etruschi) ….  preparano infatti due volte al giorno tavole sontuose e tutte le altre cose appropriate ad un lusso eccessivo, allestendo letti con biancheria e ricami colorati, coppe d'argento di vario tipo, ed hanno pronto a disposizione un numero non piccolo di domestici per servirli …” (Diod. V 40, 3-4; anche Fragm. Hist. Graec. III, p 252, ed. Muller).
Aristotele (IV secolo a.C.) afferma che “gli Etruschi banchettano con le loro mogli, sdraiati sotto la stessa coperta” (Fragm. 607 Rose).
Teopompo (IV secolo a.C.) … dice che presso i tirreni le donne “ … banchettano non accanto ai propri mariti ma a chi capita”.
La rappresentazione del banchetto, che costituisce uno dei temi più ricorrenti nella documentazione figurata etrusca, si ritrova frequentemente su lastre architettoniche, pitture tombali, cippi, stele, sarcofagi ed urne cinerarie.
L'iconografia del banchetto nel corso dei secoli della civiltà etrusca presenta varianti di rilievo.
La testimonianza archeologica più antica è costituita da un cinerario di impasto rinvenuto a Montescudaio, nei pressi di Volterra, databile alla seconda metà del VII secolo a.C. Sul coperchio del cinerario vi è riprodotto un ricco signore seduto su una sedia con spalliera (trono?) davanti ad una tavola a tre zampe riccamente imbandita, con a fianco un grande vaso per il vino, alla presenza di una figura femminile di altezza ridotta e con lunga treccia (una schiava?) che probabilmente doveva agitare un flabello (oggi perduto).
La circolazione mediterranea delle rappresentazioni vascolari corinzie ed attiche (in particolare su crateri) con banchettanti distesi su letti (la moda greca derivava dall'oriente) ebbe però immediate ripercussioni sull'arte figurativa e verosimilmente anche sui comportamenti del ceto aristocratico etrusco. La figurina recumbente riprodotta sul coperchio di un cinerario nell'atteggiamento di un commensale proveniente dalla necropoli di Tolle (Chianciano) della fine del VII secolo a.C. costituirebbe la testimonianza più antica della nuova iconografia etrusca del banchetto (peraltro la mancanza del letto e di altri accessori lascia qualche dubbio su tale interpretazione).
Già dalla metà del VI secolo a.C., iniziano ad apparire con una certa frequenza raffigurazioni attinenti alla vita quotidiana (ad es. sulle lastre di terracotta decorate a rilievo provenienti dal palazzo di Murlo, nei pressi di Siena, della prima metà del VI secolo a.C. e su quelle ritrovate ad Acquarossa, nei pressi di Viterbo, attribuibili alla seconda metà del VI secolo a.C.) ed, in particolare, la sfera funeraria (ad es. nelle pitture della Tomba della Caccia e della Pesca (Tarquinia) della fine del VI secolo a.C. e della Tomba del Frontoncino (Tarquinia) della metà del VI secolo a.C.) aventi quale tema il banchetto, i cui partecipanti non sono più rappresentati seduti, ma distesi, da soli, in coppia od anche in più persone, su letti triclinari.
Tali raffigurazioni se da un lato testimoniano l'estesa sfera d'influenza dell'arte ellenica, dall'altro indicano l'affermarsi, anche in Etruria, di usanze simposiache provenienti da altre civiltà e adattate alla diversa situazione sociale che assurgeranno presto al rango di status symbol.
La reinterpretazione del banchetto etrusco, come acutamente evidenziato da Giovannangelo Camporeale, è testimoniata da alcune diversità che si riscontrano nell'iconografia etrusca rispetto a quella greca. Anzitutto, in coerenza con il diverso ruolo attribuito alla socialità femminile, donne e mogli partecipano al banchetto (in Grecia le uniche donne ammesse ai banchetti erano le etere) condividendo il triclinio con i maschi (come ad esempio nella Tomba dei Leopardi di Tarquinia degli inizi del V secolo a.C. o nei sarcofagi degli sposi, provenienti da Caere ed esposti rispettivamente nei Musei di Villa Giulia a Roma e del Louvre a Parigi, della fine del VI secolo a.C.) oppure in posizione seduta accanto al proprio sposo (come ad esempio nella Tomba degli Scudi di Tarquinia, databile nel III secolo a.C. o nell'urna cineraria proveniente da Città della Pieve (Perugia) del IV secolo a.C., esposta nel Museo Archeologico di Firenze).
È stato inoltre rilevato (Giovannangelo Camporeale) che nelle rappresentazioni etrusche le coperte ed i materassi ricadono solo dai lati corti del letto; i banchettanti si appoggiano col gomito sinistro ad un cuscino piegato in senso verticale, che tengono fra il corpo ed il braccio; oltre al cane, presente nelle scene greche, a fianco dei letti possono trovarsi altri animali domestici come gatti e gallinacei.
Relativamente alle scene di banchetto legate al mondo funerario (pitture tombali, stele, cippi ed urne funerarie) ci si chiede quale sia il loro significato: si tratterebbe della rievocazione delle cerimonie funebri tenute in onore del defunto, sarebbero rappresentazioni della vita dei beati nell'aldilà o piuttosto sarebbe il ricordo della vita terrena vissuta?
Nella tomba dei Leopardi di Tarquinia (databile al secondo venticinquennio del V secolo a.C.) al banchetto che occupa la parete di fondo prendono parte tre coppie (la coppia di sinistra è composta da due uomini le altre due coppie sono costituite da un uomo ed una donna) distese su klinai. Il convivio come attestato dagli alberelli si svolge all'esterno: probabilmente si tratta di un banchetto funebre.
Anche nella tomba della Pulcella (metà del V secolo a.C.) di Tarquinia il banchetto dei quattro commensali raffigurati sulle due pareti laterali, come attestato dagli alberelli stilizzati, si svolge all'esterno.
Nella tomba Golini I (dei Velii) di Orvieto (metà del IV secolo a.C.) il banchetto si svolge nell'aldilà, alla presenza delle divinità infernali Ade (Eita) e Persefone (Phersipnai) - i cui nomi sono dipinti in nero -, con la partecipazione di varie coppie di commensali (quattro) sdraiati su letti in attesa del defunto che sta arrivando su una biga, accompagnato da un demone femminile alato.
Anche nella Tomba degli Hescanas (ultimo quarto del IV secolo a.C.) di Orvieto viene rappresentato il viaggio agli inferi su biga ed il banchetto con gli antenati.
Per quanto riguarda l'iconografia chiusina delle scene di simposio afferenti alla sfera funeraria, ad avviso di Adriano Maggiani può essere fatta una valutazione che tenga complessivamente conto delle raffigurazioni sui cippi tombali e delle pitture rinvenute nelle tombe. Nei cippi in pietra fetida l'accostamento tra la prothesis, le lamentazioni, i ludi ed il simposio consente di interpretare quest'ultimo come un momento legato al funerale (facente parte del rito funebre). Il Banchetto riprodotto nell'atrio unitamente ai ludi nella Tomba di Poggio al Moro (secondo quarto del V secolo a.C.) e nella Tomba del Colle (secondo quarto del V secolo a.C.) pertanto potrebbe avere valenza funeraria. La scena di banchetto rappresentata nella camera di fondo (tablinum) della Tomba della Scimmia (primi decenni del V secolo a.C.) e nella Tomba della Ciaia (terzo quarto del V secolo a.C.) potrebbe invece alludere al banchetto del defunto.

## Il banchetto medievale
Nel Medioevo europeo, elementi ritualizzati completi erano coinvolti in un menu tradizionale di tre portate, con fino a 25 piatti in ogni portata (questa struttura è persistita fino al XIX secolo). La struttura è stata poi modificata in due portate, con la terza portata preesistente modificata per servire frutta e noci.

## Il banchetto rinascimentale
In Europa e in particolare in Italia, in quest'epoca il convito simboleggia l'arte, la magnificenza e il potere. E il luogo dove si esibisce tutto il protocollo e il cerimoniale per esaltare l'immagine del principe. il suo spazio è allestito in modo da offrire ai convitti una visione di paradiso celestiale (architetture effimere di verzure, luminosità dell'oro, purezza dei cristalli, brillantezza delle gemme, ecc,).
Figura chiave della cultura del banchetto fu il cardinale Ippolito II d'Este. Nella metà del Cinquecento, il suo «Officio di Bocca» era composto di 70 persone tra i quali: 1 Maestro della Casa, 2 splenditori, 3 dispensieri, 8 scalchi, 2 trincianti, 9 cuochi, 7 credenzieri, 3 credenzieri addetti agli argenti, 6 bottiglieri, 2 cantinieri, 11 garzoni di cucina, 5 addetti al servizio di tinello. Lo scalco Cristoforo di Messisbugo, che fu attivo presso la corte estense, gli dedicò uno dei testi più significativi della cucina rinascimentale, Banchetti, compositioni di vivende et apparecchio generale.
La tavola è sontuosamente apparecchiata con "mantili" e salviette in tela di lino artisticamente piegate e nel suo centro troneggiano i trionfi. Durante il pranzo, le acque odorose (nanfa e rose damaschine) sono abbondantemente usate per sciacquarsi le mani. In intervalla, fra i diversi servizi di credenza, è eseguita della musica (canzone profane, strambotti, madrigali a più voci, composizioni monodich e intermedi).

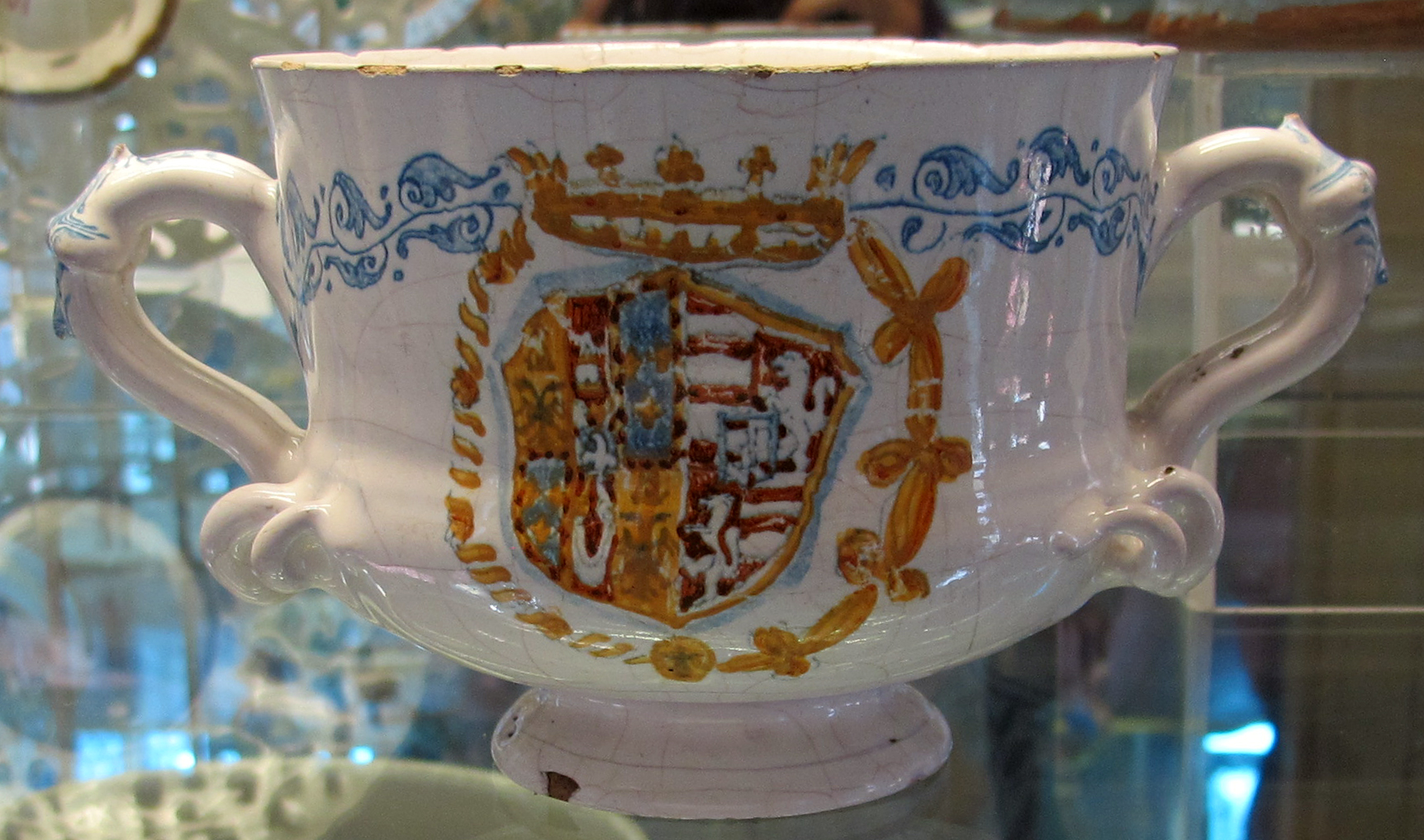
Tazza in maiolica detta "bianchi di Faenza" stemmata Este-Ungheria della bottega Virgilio Calamelli - 1565 ca.
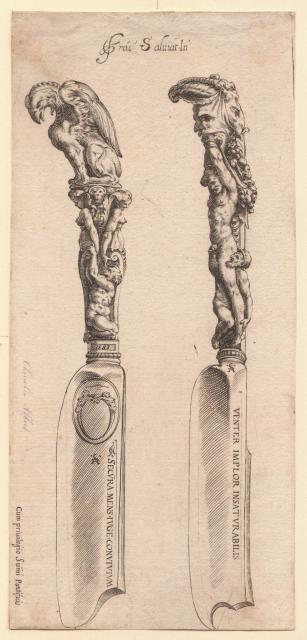
Progetti per coltelli: incisione di Cherubino Alberti su disegno di Francesco Salviati
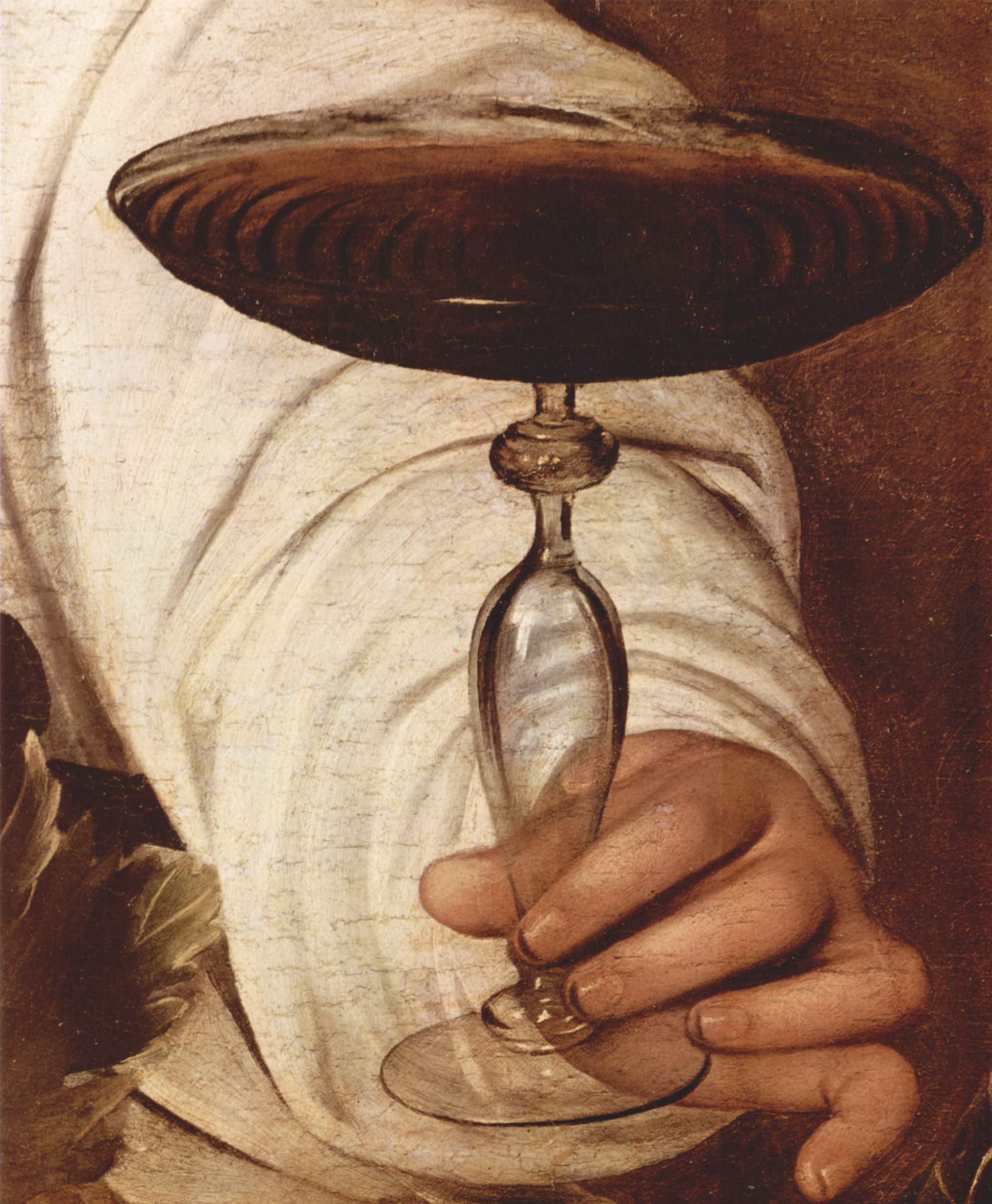
Calice del Bacco caravaggesco attribuibile a una manufattura veneziana
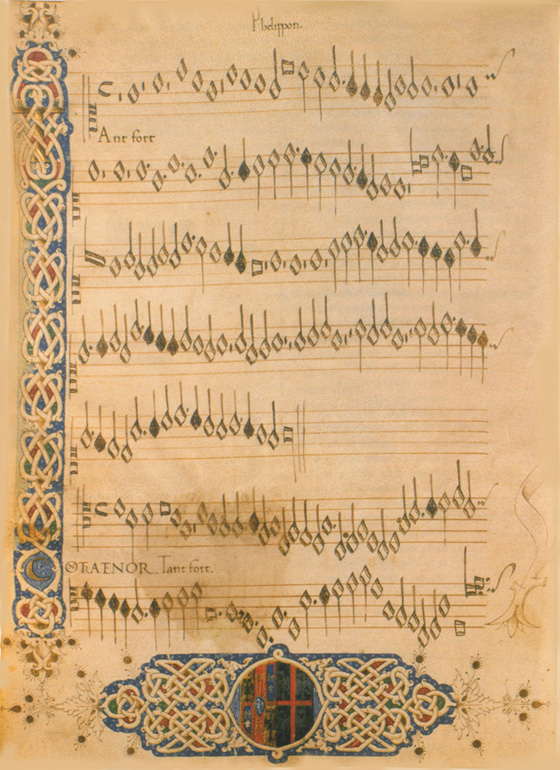
Il Canzoniere di Isabella d'Este
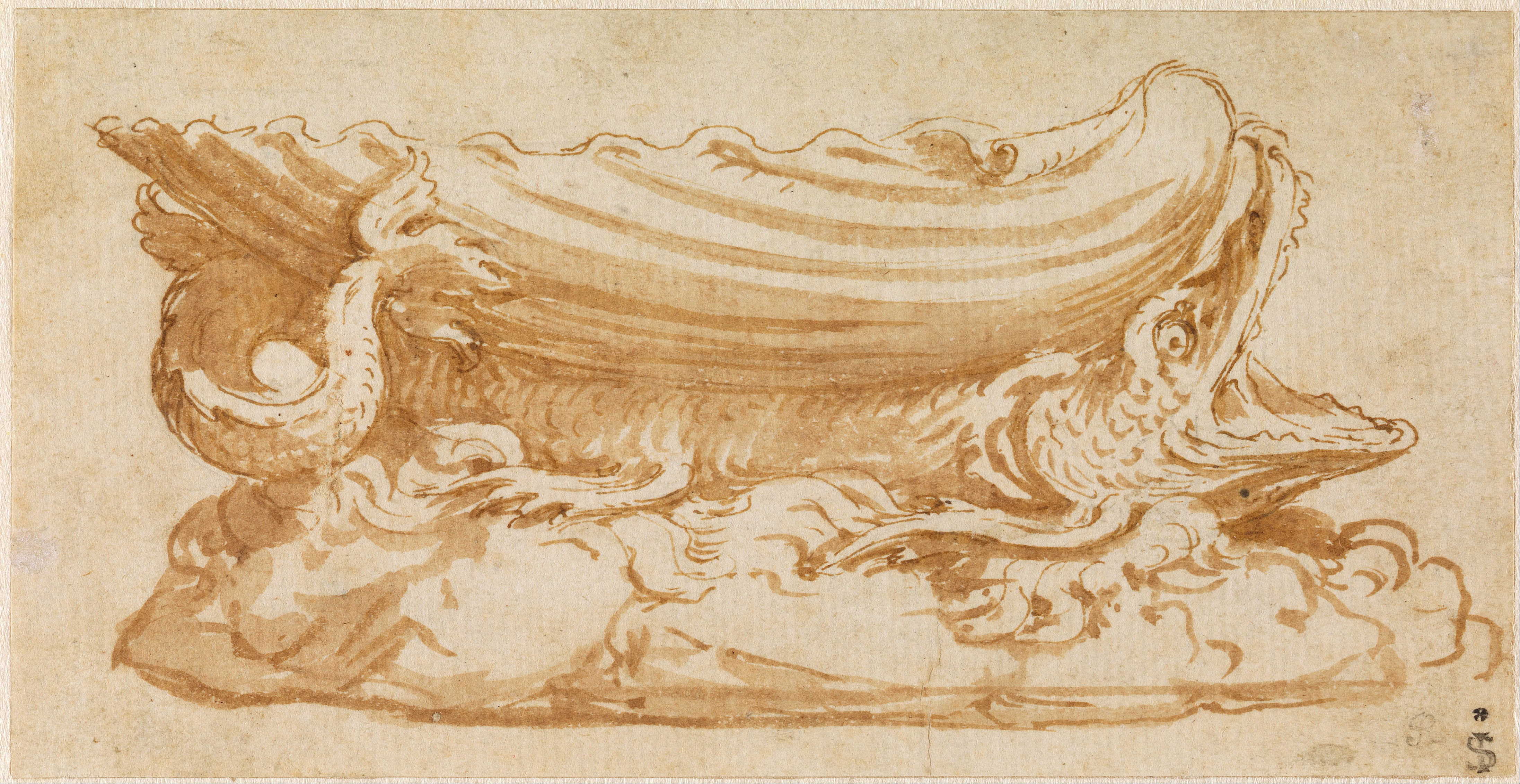
Disegno per una saliera in argento di Giulio Romano

### Alcuni banchetti nuziali celebri
- Banchetto nuziale di Isabella d'Aragona e Gian Galeazzo Sforza celebrato a Milano nel 1489 con addobbi e allestimenti scenici di Leonardo da Vinci.
- Banchetto nuziale di Bona Sforza e Sigismondo I di Polonia celebrato a Napoli nel 1517 fu il matrimonio napoletano più sontuoso della storia. Il menù del banchetto durò nove ore (29 portate per 1500 piatti diversi).
- Banchetto nuziale di Cristina di Lorena e Ferdinando I de' Medici nel 1589 a Firenze. Il matrimonio viene celebrato da alcuni dei più grandi artisti dell'epoca con uno spettacolo, attualmente conosciuto con il nome di Intermedi della Pellegrina.
- Banchetto nuziale di Maria de' Medici ed Enrico IV di Francia, nel 1600, a Firenze, fu anche uno dei pranzi fra i più sontuosi e scenografici della storia.

## Il banchetto ed il simposio nella letteratura
Numerose sono, nella letteratura, le opere che tematizzano il banchetto o riportano conversazioni tenute in tali occasioni, come il Simposio di Platone e i Symposiaká di Plutarco: la cornice simposiaca viene utilizzata tra gli altri da Ateneo (Deipnosofisti) e da Macrobio (Saturnalia). Anche Alceo tratta del simposio. Nei poemi omerici i banchetti sono frequentemente menzionati. Già presenti nell'Iliade, sono ancora più numerosi nell'Odissea. In quest'ultimo poema si ricordano le crapule dei Proci nel palazzo reale ad Itaca durante l'assenza di Ulisse (banchetti ed orge spesso accompagnati dal canto degli aedi). Nell'Odissea troviamo banchetti anche nella reggia di Alcinoo, re dei Feaci, all'arrivo di Ulisse, nonché nel palazzo di Menelao all'arrivo di Telemaco. Oltre al banchetto con i famigliari e con gli ospiti, incontriamo in Omero il banchetto solenne seguente il sacrificio (Iliade, I, 458 - 474), il banchetto nuziale con giochi e spettacoli, ed il banchetto funebre, effettuato prima o dopo la cremazione del cadavere, che poteva essere seguito da una gara agonistica (Iliade, XXIII, 29, XXIV, 802).
Certamente degni di nota sono poi, nei Promessi sposi, il banchetto nel palazzotto di don Rodrigo (capitolo V) e, nella letteratura latina di età imperiale, il banchetto di Trimalchione nel Satyricon di Petronio (cap. 27-78).

## Il banchetto nella mitologia
Anche gli dèi dei Greci banchettavano. Nella mitologia incontriamo alcuni famosi episodi. Ad esempio nell'Odissea (canto X) si narra dell'ininterrotto banchetto che si tiene nel palazzo di Eolo, dio dei venti.
Molto noto è poi il banchetto nuziale organizzato da Zeus in occasione delle nozze di Peleo e Teti, durante il quale avvenne il celebre Giudizio di Paride, causa mitica della Guerra di Troia.

## Il banchetto nella Bibbia
Numerosi sono i banchetti descritti nei testi biblici. Essi richiamano un atto di fede, speranza e carità e s'inseriscono in una dimensione teologica, celebrativa ed escatologica. Solo per citare alcuni esempi dai Vangeli, si ricordano: il banchetto in casa di Levi (Matteo), le nozze di Cana, l'ultima cena di Cristo.

## Galleria d'immagini

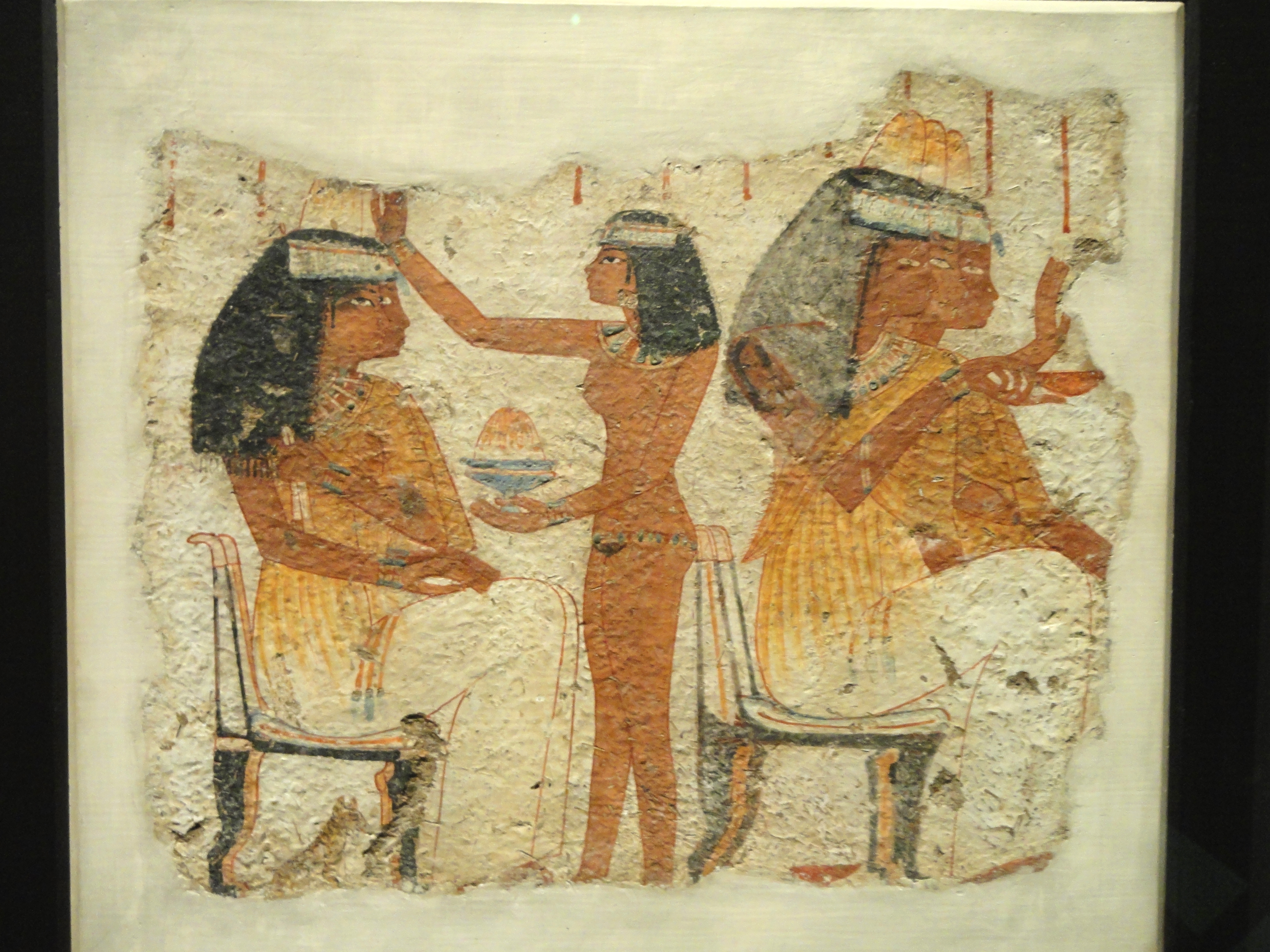
Scena di banchetto, pittura su paglia e fango, Tebe, XV secolo a.C
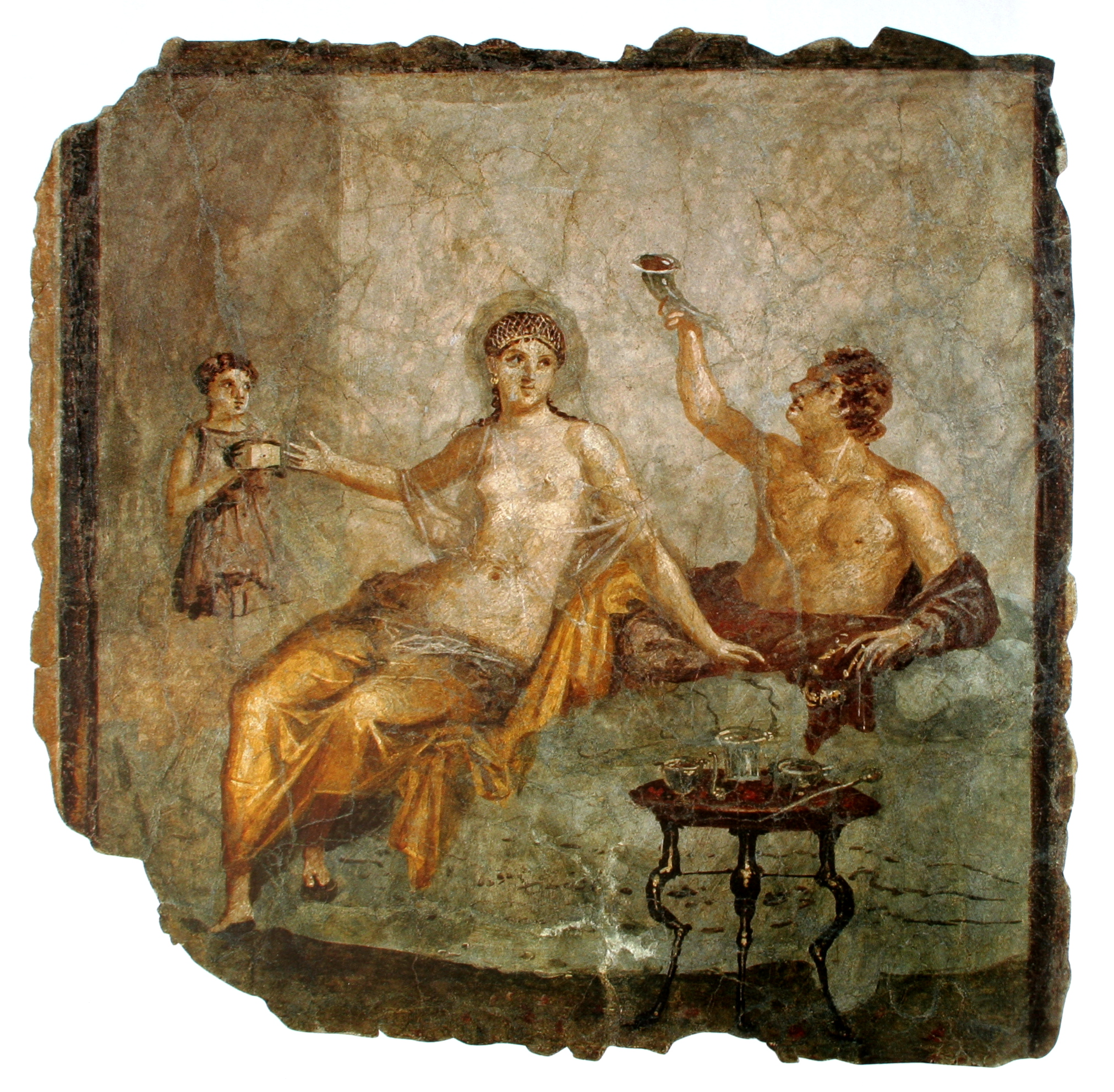
... e a Ercolano (affresco)
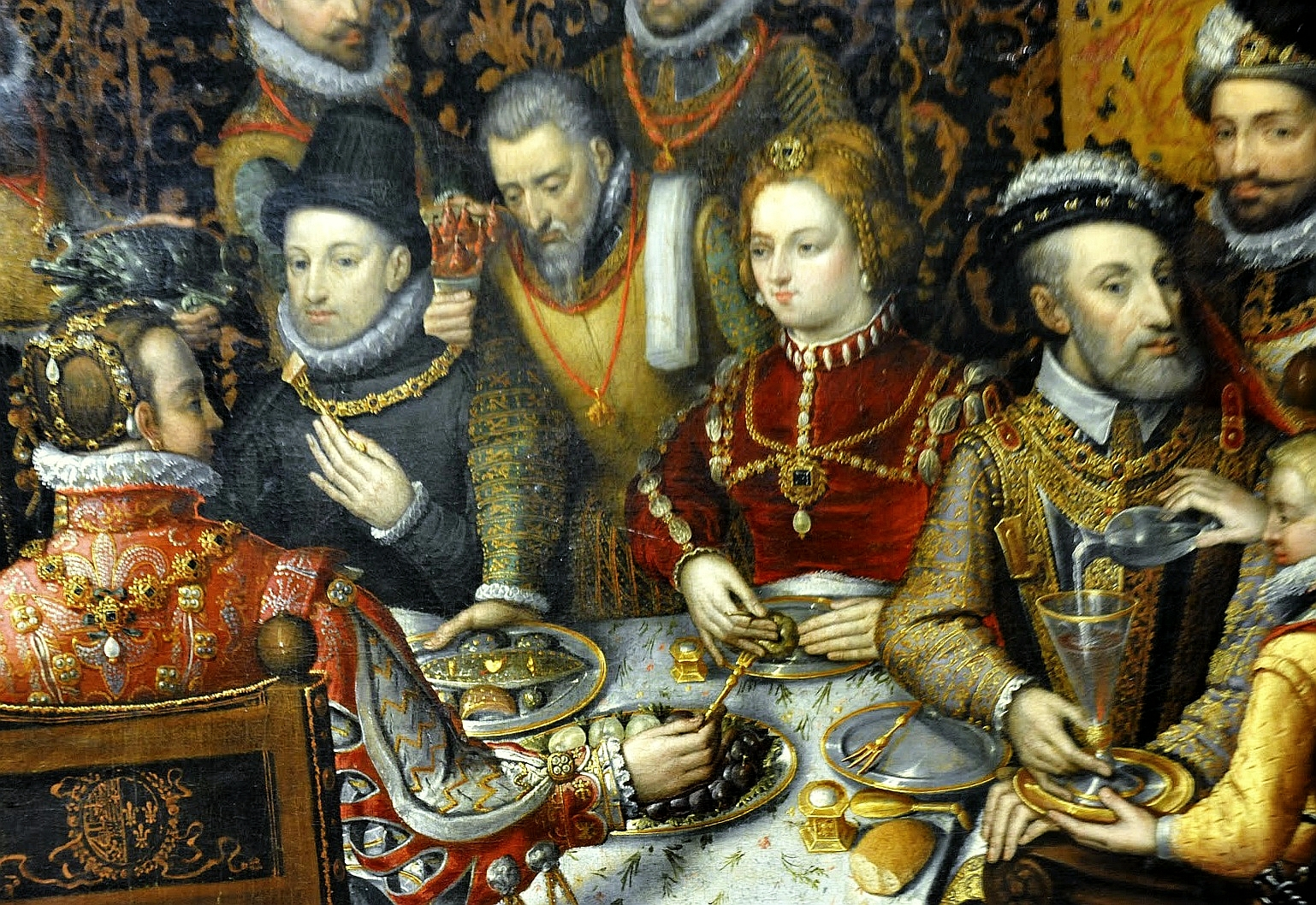
Particolare di un banchetto con Filippo II di Spagna
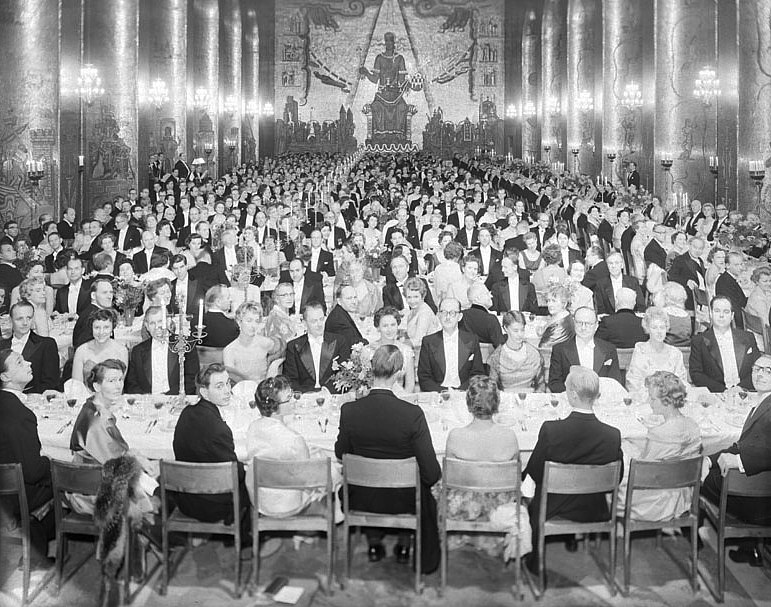
Cena di gala dei Nobel nel 1958
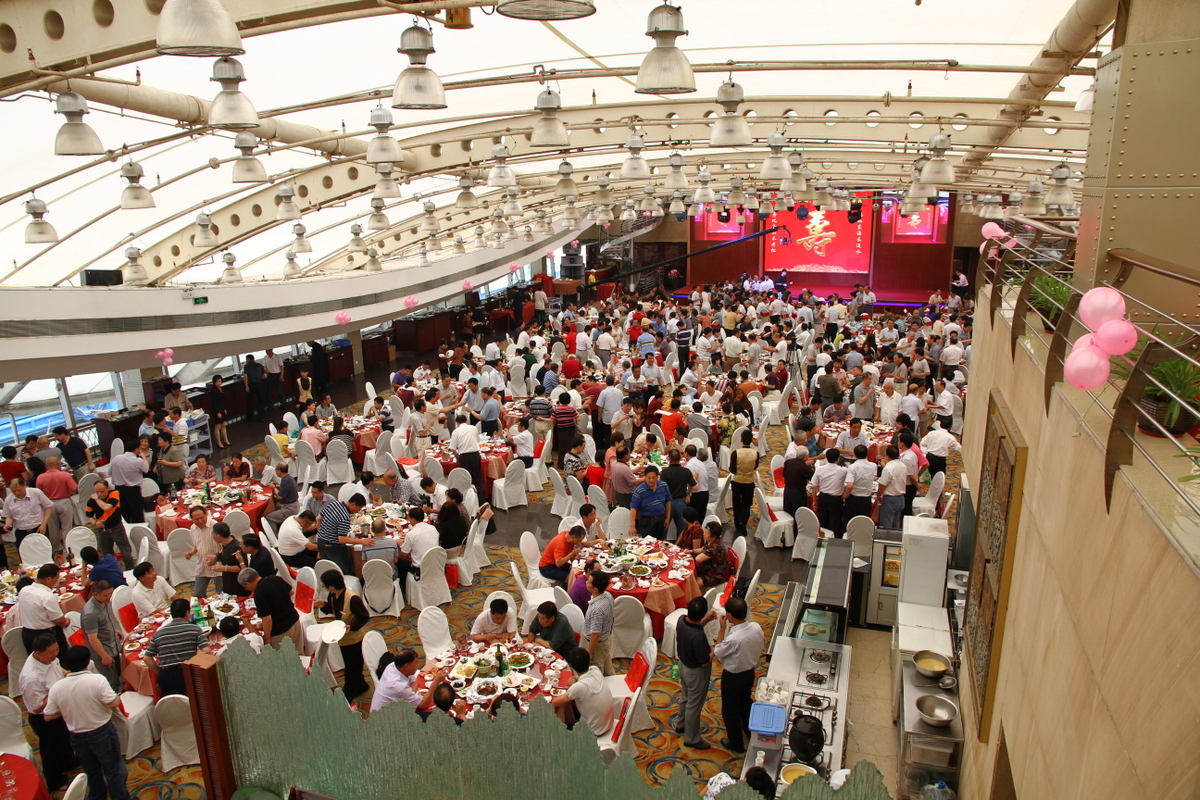
Banchetto cinese, oggi